# مقاطعة كيتمان (ميسيسيبي)
مقاطعة كيتمان هي مقاطعة في مسيسيبي، بلغ عدد سكانها 8٬223  نسمة، في 2010، عاصمتها ماركس، تبلغ مساحتها 1٬053 كيلومتر مربع.

## الموقع
تشترك في الحدود مع:
- مقاطعة تونيكا (ميسيسيبي)
- مقاطعة بانولا (ميسيسيبي)
- مقاطعة تالاهاتشي (ميسيسيبي)
- مقاطعة كواهوما (ميسيسيبي).

## التقسيمات الإدارية
- ماركس.